# Săgeată
Săgeata este o vergea de lemn, având la un capăt un vârf ascuțit (de fier, os, piatră sau doar de lemn, întărit prin ardere parțială), iar la celălalt capăt, două sau trei (uneori patru) aripioare înguste, folosită în trecut (iar la unele populații și astăzi) ca proiectil de vânătoare sau de luptă. Săgeata se aruncă dintr-un arc încordat.
Alături de primele bărci de tip canoe, care au fost, cel mai probabil, construite în epoca mezolitică, arcul și de săgețile, sunt mari invenții ale lui Homo sapiens.

## Săgețile ca muniție

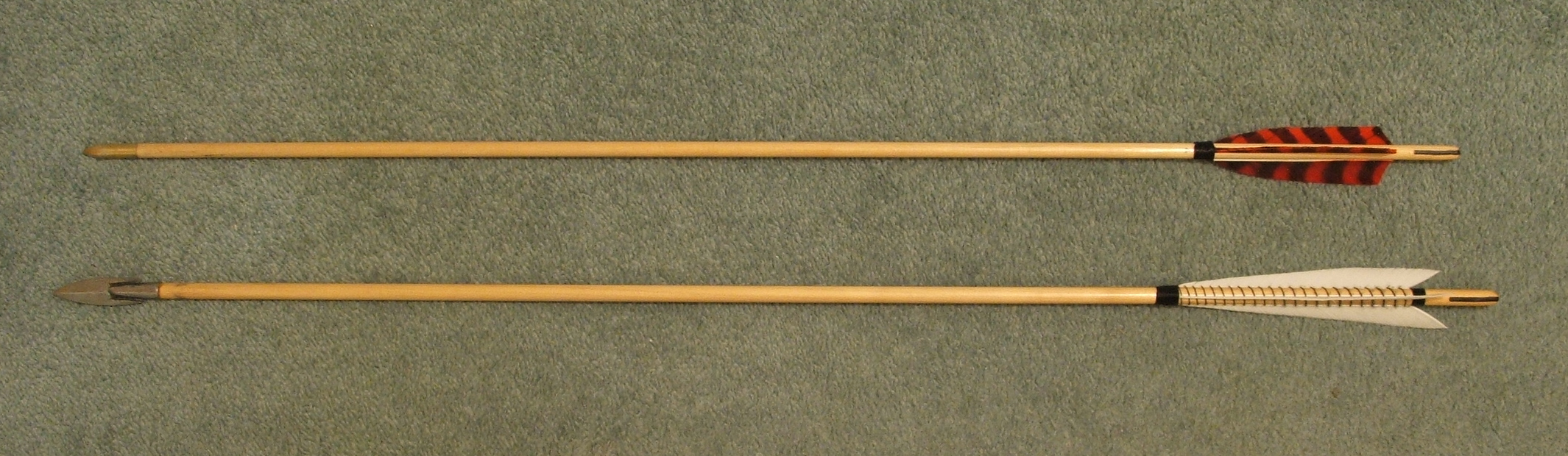
Săgeți

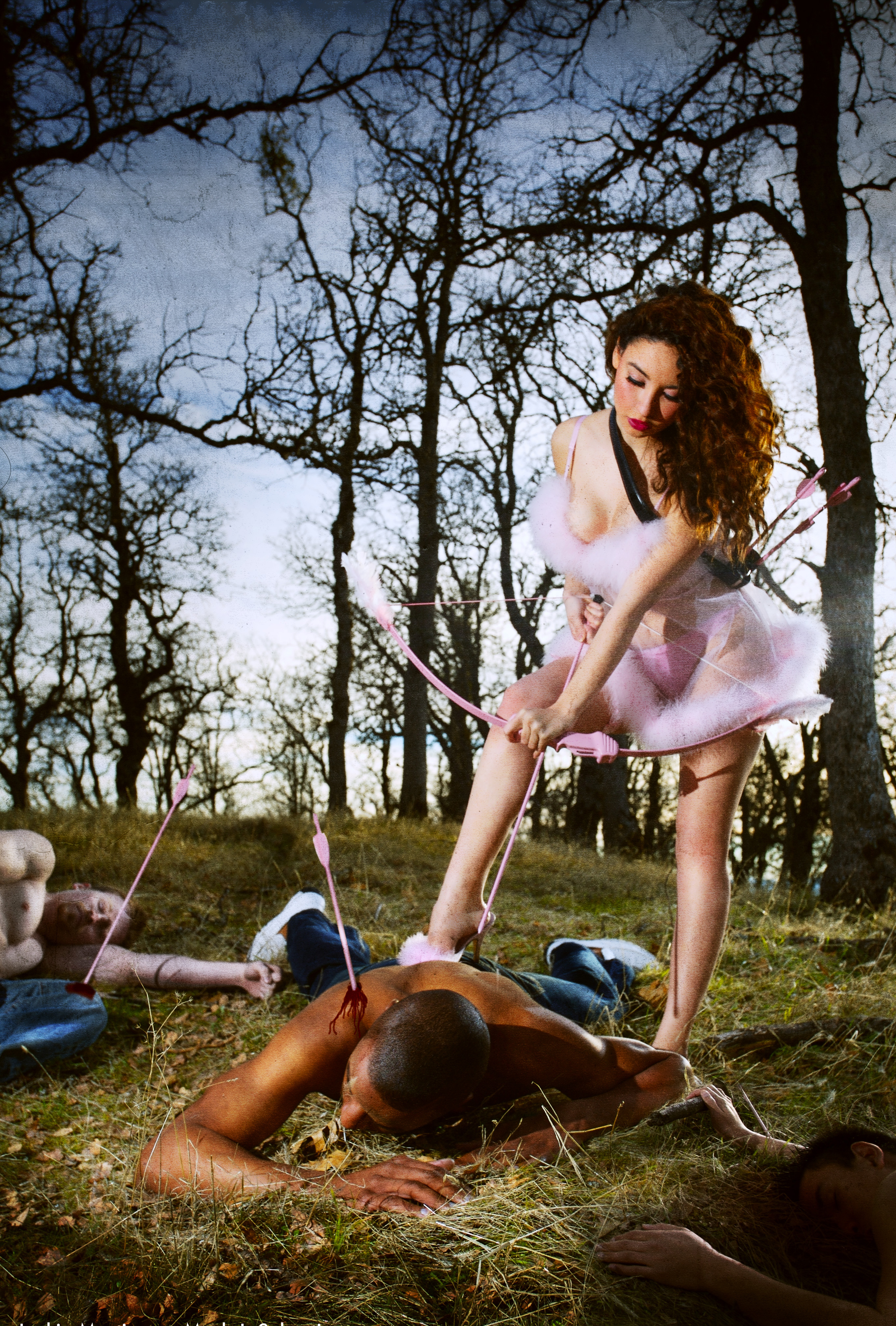
Femeie ținând un arc cu săgeți

Săgețile erau puse pe arc, cu capătul opus vârfului metalic pe o coardă elastică, iar cu vârful deasupra părții tari, de lemn. Coarda era întinsă, trăgându-se de săgeată. Când se dădea drumul coardei, săgeata își făcea avânt și zbura.
Unele triburi, pentru a mări eficacitatea săgeților, le înmuiau în otravă. Astfel, chiar dacă săgeata propriu-zisă nu ucidea ținta, aceasta murea în scurt timp otrăvită.
La asedierea cetăților, vârful săgeților era înmuiat într-o substanță inflamabilă și i se dădea foc înainte de a trage săgeata. În felul acesta, dacă săgeata se lovea de o suprafață inflamabilă, precum lemnul, putea produce un incendiu.

## În zilele noastre
Astăzi săgețile nu mai sunt utilizate în război. Ele au fost modificate, iar acum sunt folosite în anumite sporturi, sau pentru divertisment.

### Trasul la țintă
Arcurile cu săgeți sunt folosite astăzi la concursurile sportive de tras la țintă. Vârful săgeții trebuie să nimerească o țintă din lemn marcată. Cu cât săgeata ajunge mai aproape de centrul țintei, cu atât se obțin mai multe puncte. Cine strânge cele mai multe puncte câștigă.

### Darts

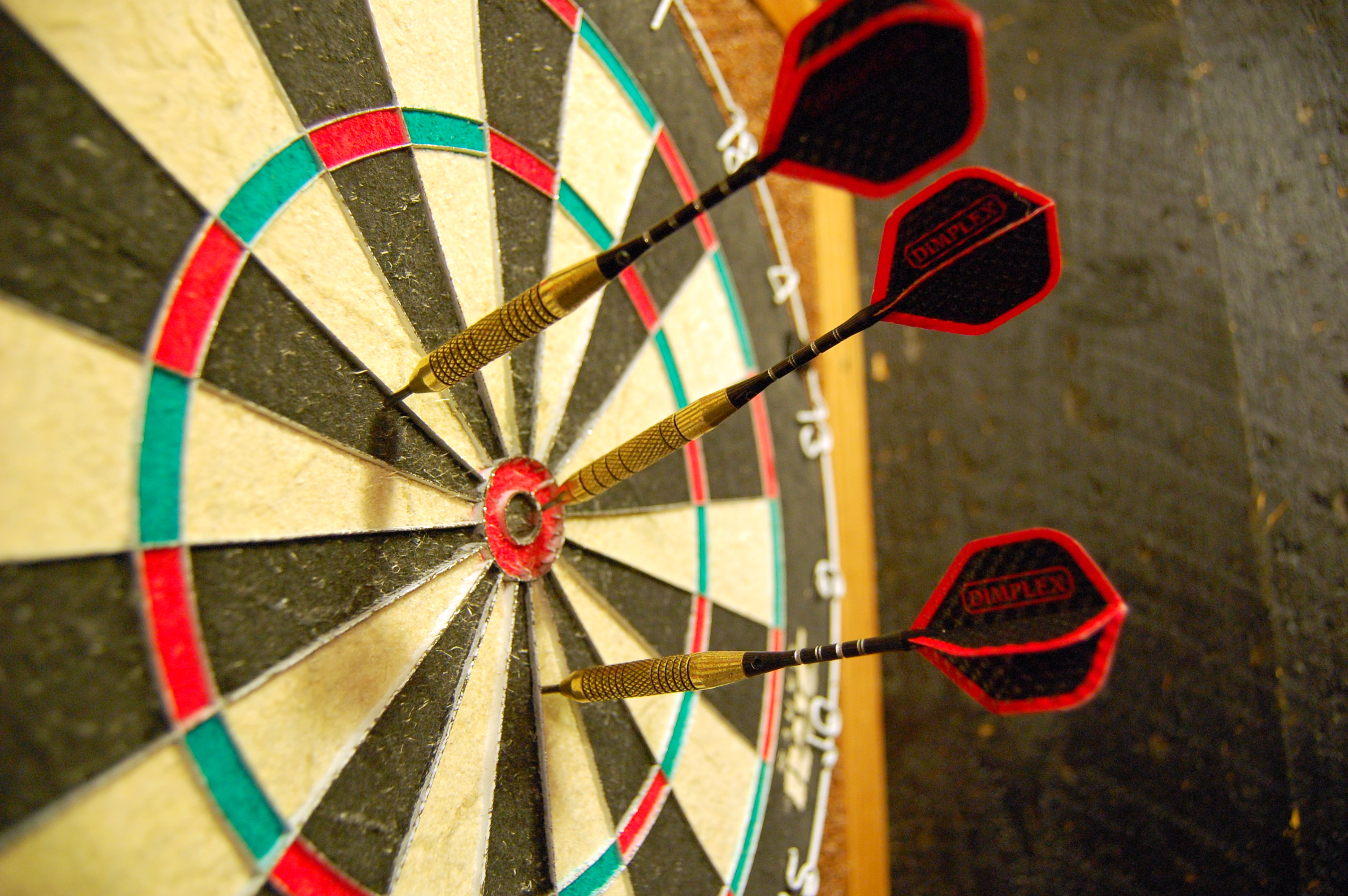
O ţintă de darts unde au fost înfipte 3 săgeţi

Pentru mai multe informații, vezi Darts.
O altă versiune a săgeților sunt săgețile de darts. Acestea sunt mult mai mici, având într-un capăt 4 aripioare de plastic iar în celălalt un con subțire puțin ascuțit, sau, opțional, un tampon cu magnet. Ele se aruncă tot la o țintă cu puncte scrise.
Pentru copii, s-au inventat săgețile cu ventuze în vârf. Ventuzele se prind de sticlă, lemn lustruit sau suprafețe fine și dure.